# Ebrima Ebou Sillah
Ebrima Ebou Sillah, né le 12 avril 1980 à Bakau, est un footballeur international gambien aujourd'hui retraité, qui évoluait comme ailier ou attaquant de pointe. Depuis 2014, il est entraîneur adjoint au KSK Hasselt, en troisième division belge.

## Carrière
Ebrima Sillah commence sa carrière au Real Banjul en 1996 après y avoir joué dans les équipes de jeunes. Peu après, il déménage en Belgique, où il rejoint gratuitement Blankenberge, un club de provinciales. Après une saison, il fait le grand saut vers le FC Bruges, un des trois grands clubs traditionnels de Belgique, et devient international gambien. Il joue très peu lors de ses deux premières saisons à Bruges, et il est prêté au KRC Harelbeke pour la saison 1999-2000. Il participe à la majorité des matches, inscrivant 4 buts, et revient au Club Brugeois avec l'intention de s'y imposer. Bien qu'il joue régulièrement avec les gazelles, Sillah n'a qu'un rôle de joker dans l'équipe. Désirant obtenir plus de temps de jeu, il est prêté au RBC Roosendaal pour un an en août 2002, soit jusqu'à la fin de son contrat.
Libéré par le FC Bruges, Ebou Sillah rejoint le Roubine Kazan, club russe très ambitieux, en 2003. Il preste trois saisons en Russie, puis revient à Roosendaal en 2006, où il termine la saison. Il retourne ensuite en Belgique, et signe un contrat au Brussels. Après six mois, il est déjà prêté à l'Hapoël Petah-Tikvah, en Israël, jusqu'à la fin de la saison. Il est de nouveau prêté pour un an en août 2007, cette fois au MVV, avec option d'achat. Convaincant lors de la saison 2007-2008, la direction du MVV le transfère à titre définitif et lui offre un contrat de deux ans. En 2010, son contrat n'est pas renouvelé à Maastricht et il se retrouve sans club. 
Il revient alors en Belgique et s'engage avec Spouwen-Mopertingen, un club de Promotion, où il devient également entraîneur des jeunes. Il joue deux saisons avec ce club puis rejoint le KS Kermt-Hasselt, relégué en Promotion, où il prend également en charge des équipes de jeunes du club.
En 2014, il prend sa retraite de joueur et devient entraîneur-adjoint du club.

### Palmarès
- 1 fois Champion de Belgique en 1998 avec le FC Bruges.
- Vainqueur de la Supercoupe de Belgique en 2002 avec le FC Bruges.

### Statistiques par saison
| Saison                      | Club                        | Pays                        | Compétition                 | Matches | Buts |
| --------------------------- | --------------------------- | --------------------------- | --------------------------- | ------- | ---- |
| 1997-1998                   | FC Bruges                   |                             | Division 1                  | 2       | 0    |
| 1998-1999                   | FC Bruges                   |                             | Division 1                  | 5       | 0    |
| 1999-2000                   | KRC Harelbeke               |                             | Division 1                  | 23      | 4    |
| 2000-2001                   | FC Bruges                   |                             | Division 1                  | 14      | 2    |
| 2001-2002                   | FC Bruges                   |                             | Division 1                  | 20      | 3    |
| 2002-2003                   | RBC Roosendaal              |                             | Division 1                  | 15      | 2    |
| 2003                        | Roubine Kazan               |                             | Division 1                  | 12      | 2    |
| 2004                        | Roubine Kazan               |                             | Division 1                  | 19      | 1    |
| 2005                        | Roubine Kazan               |                             | Division 1                  | 15      | 1    |
| 2005-2006                   | RBC Roosendaal              |                             | Division 1                  | 20      | 7    |
| 2006-2007                   | Brussels                    |                             | Division 1                  | 14      | 1    |
| 2006-2007                   | Hapoël Petah-Tikvah         |                             | Division 1                  | 11      | 0    |
| 2007-2008                   | MVV                         |                             | Division 2                  | 27      | 5    |
| 2008-2009                   | MVV                         |                             | Division 2                  | 16      | 2    |
| 2009-2010                   | MVV                         |                             | Division 2                  | 18      | 3    |
| Total (au 1er juillet 2010) | Total (au 1er juillet 2010) | Total (au 1er juillet 2010) | Total (au 1er juillet 2010) | 231     | 33   |